# Portrait d'homme (Titien, Copenhague)
Le Portrait d'un homme est une peinture à l'huile sur toile (80,5 cm x 66,5 cm) du Titien, datant de 1514 et conservée au Statens Museum for Kunst de Copenhague.

## Histoire et description
L'œuvre est connue depuis qu'elle était dans une collection suédoise en 1828. Elle est entrée dans les collections du musée danois, qui l'a achetée en 1912. L'attribution à Titien est presque unanime.
Certains ont émis l'hypothèse que l'homme, dont le visage se tourne vers un partenaire invisible, pourrait être Giovanni Bellini. Innovante, dans le respect de la tradition, est la posture du corps et du regard, face à des directions opposées. À partir de la fenêtre à gauche, élément typique de l'art du portrait vénitien, on peut voir un paysage rural lumineux.